# Patricio Álvarez
Patricio Leonel Álvarez Noguera (Lima, 24 de enero de 1994) es un futbolista peruano. Juega como guardameta y y su equipo actual es el Atlético Grau de Piura de la Primera División del Perú.

## Trayectoria
Álvarez fue formado en las divisiones menores del Universitario de Deportes. Hizo su debut profesional en Primera División el 19 de febrero de 2012 ante el Inti Gas Deportes, por la primera fecha del Campeonato Descentralizado 2012. Todos los clubes peruanos jugaron esa fecha con juveniles debido a que el torneo pasaba por una huelga de futbolistas. En ese mismo año formó parte del equipo de Universitario sub-20 que participó en la Copa Libertadores Sub-20 realizada en el Perú.

### F. B. C. Melgar
En enero de 2015 fue fichado por el F. B. C. Melgar de Arequipa, equipo con el que obtuvo el campeonato nacional, logró tener minutos en la Copa Libertadores 2016 y 2017. 

### Sporting Cristal
En diciembre de 2017 fue fichado por Sporting Cristal por las próximas tres temporadas. Debutó con la valla invicta en la goleada al UTC de Cajamarca de visita por 3-0. Sin embargo, fue separado del plantel a mediados del 2020 por un acto de indisciplina. 

### Sport Boys
El 10 de diciembre de 2020 ficha por el Sport Boys de cara a la Liga 1 2021. En noviembre de 2022 se desvincula.

### Cienciano
El 17 de noviembre el Club Cienciano lo oficializa como fichaje a través de sus redes sociales. Pero solo duraría medio año en el elenco cusqueño.

### Atlético Grau
En el mercado de medio año de 2023, exactamente el 27/06/2023, ficha por Atlético Grau, logrando clasificar a la Copa Sudamericana 2025 en el año 2024. El "Pato" se mantiene en el club piurano hasta la actualidad.

## Selección nacional
Ha sido internacional con la Selección de Fútbol Sub-20 de Perú, con la cual disputó el Campeonato Sudamericano de Fútbol Sub-20 de 2013 realizado en Argentina.

## Selección mayor
Fue convocado por la selección mayor  para los amistosos ante Holanda y Alemania en septiembre de 2018.

### Participaciones en Copa América
| Torneo            | Sede   | Resultado  | Partidos | GR |
| ----------------- | ------ | ---------- | -------- | -- |
| Copa América 2019 | Brasil | Subcampeón | 0        | 0  |

## Clubes
Actualizado de acuerdo al último partido jugado el 18 de septiembre de 2024.
| Club                      | País  | Año       | Partidos | G. R. | V. I. |
| ------------------------- | ----- | --------- | -------- | ----- | ----- |
| Universitario de Deportes | Perú  | 2012-2014 | 1        | -1    | 0     |
| F. B. C. Melgar           | Perú  | 2015-2017 | 48       | -51   | 15    |
| Sporting Cristal          | Perú  | 2018-2020 | 85       | -86   | 37    |
| Sport Boys                | Perú  | 2021-2022 | 63       | -94   | 16    |
| Cienciano                 | Perú  | 2023      | -        | -     | -     |
| Atlético Grau             | Perú  | 2023-     | 37       | -37   | 14    |
| Total                     | Total | Total     | 234      | -269  | 82    |

## Palmarés

### Torneos cortos
| Título           | Club             | País | Año  |
| ---------------- | ---------------- | ---- | ---- |
| Torneo Clausura  | F. B. C. Melgar  | Perú | 2015 |
| Torneo de Verano | F. B. C. Melgar  | Perú | 2017 |
| Torneo de Verano | Sporting Cristal | Perú | 2018 |
| Torneo Apertura  | Sporting Cristal | Perú | 2018 |

### Campeonatos nacionales
| Título                    | Club                      | País | Año  |
| ------------------------- | ------------------------- | ---- | ---- |
| Primera División del Perú | Universitario de Deportes | Perú | 2013 |
| Primera División del Perú | F. B. C. Melgar           | Perú | 2015 |
| Primera División del Perú | Sporting Cristal          | Perú | 2018 |
| Primera División del Perú | Sporting Cristal          | Perú | 2020 |

### Distinciones individuales
| Distinción                                                                                  | Año  |
| ------------------------------------------------------------------------------------------- | ---- |
| Preseleccionado como arquero en el mejor once del Campeonato Descentralizado según la SAFAP | 2018 |
| Equipo ideal del Torneo Apertura de la Liga 1                                               | 2019 |